# Théophile-Jules Pelouze
Théophile-Jules Pelouze (26. února 1807 Valognes, Normandie – 31. května 1867 Bellevue (Meudon), Île-de-France) byl francouzský chemik.

## Život
Jeho otec, Edmond Pelouze, byl průmyslovým chemikem a autorem několika technických příruček. Syn Théophile se seznamoval s chemií jako laboratorní asistent ve lékárně v La Fère v Paříži, kde mezi lety 1827 a 1829 pomáhal známým chemikům Gay-Lussacovi a Jeanu Louisi Lassaigne. V roce 1830 byl jmenován docentem chemie v Lille, ale po návratu do Paříže se opět stal pouze lektorem a poté teprve profesorem na École polytechnique. Profesorskou pozici měl také na Collège de France. V roce 1833 se stal odborným poradcem státní mincovny a roku 1848 prezidentem Peněžní komise.
Po státním převratu v roce 1851 rezignoval ze všech veřejných pozic, ale pokračoval ve své práci v experimentální laboratoři-škole, kterou založil v roce 1846. Zabýval se výzkumem a pokusy s výbušninami (střelnou bavlnou a nitrosulfáty). Při této práci jeho student Ascanio Sobrero objevil v roce 1847 nitroglycerin a další jeho student, Alfred Nobel, tento výzkum posunul ještě dále až do formy komerčních výbušnin, včetně dynamitu. Pelouze byl pro oba tyto slavné studenty velkou inspirací.
I když Pelouze sám nic tak významného nevynalezl, byl v bádání velmi aktivní. Jeho práce zahrnuje výzkum salicinu, řepného cukru, různých organických kyselin a etherů, nitrosulfátů, střelné bavlny, a také složení a výroby skla.
Podařilo se mu také určit atomovou váhu několika prvků a publikoval spolu s E. Fremym několik knih – Traité de chimie générale (1847–1850); Abrégé de chimie (1848); a Notions générales de chimie (1853).
Jeho syn Eugène-Philippe Pelouze se v roce 1857 oženil s Marguerite Wilson, bohatou dědičkou. Manželé spolu v roce 1864 zakoupili zámek Chenonceau. Marguerite v zámku žila až do roku 1888, kdy byla nucena zámek pro nedostatek peněz prodat.
Pelouzovo jméno je jedním ze 72 jmen, zapsaných na Eiffelově věži.